# Monseigneur van de Weteringstraat
De Monseigneur van de Weteringstraat is een straat van de Nederlandse stad Utrecht in de wijk Buiten Wittevrouwen. Deze circa 0,5 km lange straat loopt vanaf de Nachtegaalstraat tot de Biltstraat. Vroeger heette ze de Weistraat (tot 1929). De straat is vernoemd naar Henricus van de Wetering, aartsbisschop van Utrecht van 1895 tot 1929.
De Mgr. van de Weteringstraat heeft zeven zijstraten, de meeste in westelijke richting: Kerkdwarstraat, Thinstraat, Appelstraat, Tulpstraat, Pallaesstraat, Deken Roesstraat en Maliestraat.
In de straat bevond zich vroeger het hoofdgebouw van het Leger des Heils.
Vroeger waren er de nodige winkels te vinden maar deze zijn verdrongen door de komst van supermarkten en grote winkelketens. De huizen in de Mgr. van de Weteringstraatstraat zijn meest vrij groot, vaak met een souterrain alsook boven- en benedenwoningen. Enkele negentiende-eeuwse herenhuizen zijn rijksmonument. Op nummer 13 bevond zich vroeger een openbare Montessorischool, nu een school voor moderne dans, en nog vroeger de Wilhelminaschool op nr. 124-126.
Deken Roesstraat ·
Gasthuisstraat ·
Kruisstraat ·
Maliebaan ·
Monseigneur van de Weteringstraat ·
Nachtegaalstraat ·
Oorsprongpark